# Minivet oranor
Pericrocotus cinnamomeus
Espèce
Statut de conservation UICN

 LC  : Préoccupation mineure
Le Minivet oranor (Pericrocotus cinnamomeus) est une espèce de passereaux de la famille des Campephagidae, natif de l'écozone indomalaise.

## Description

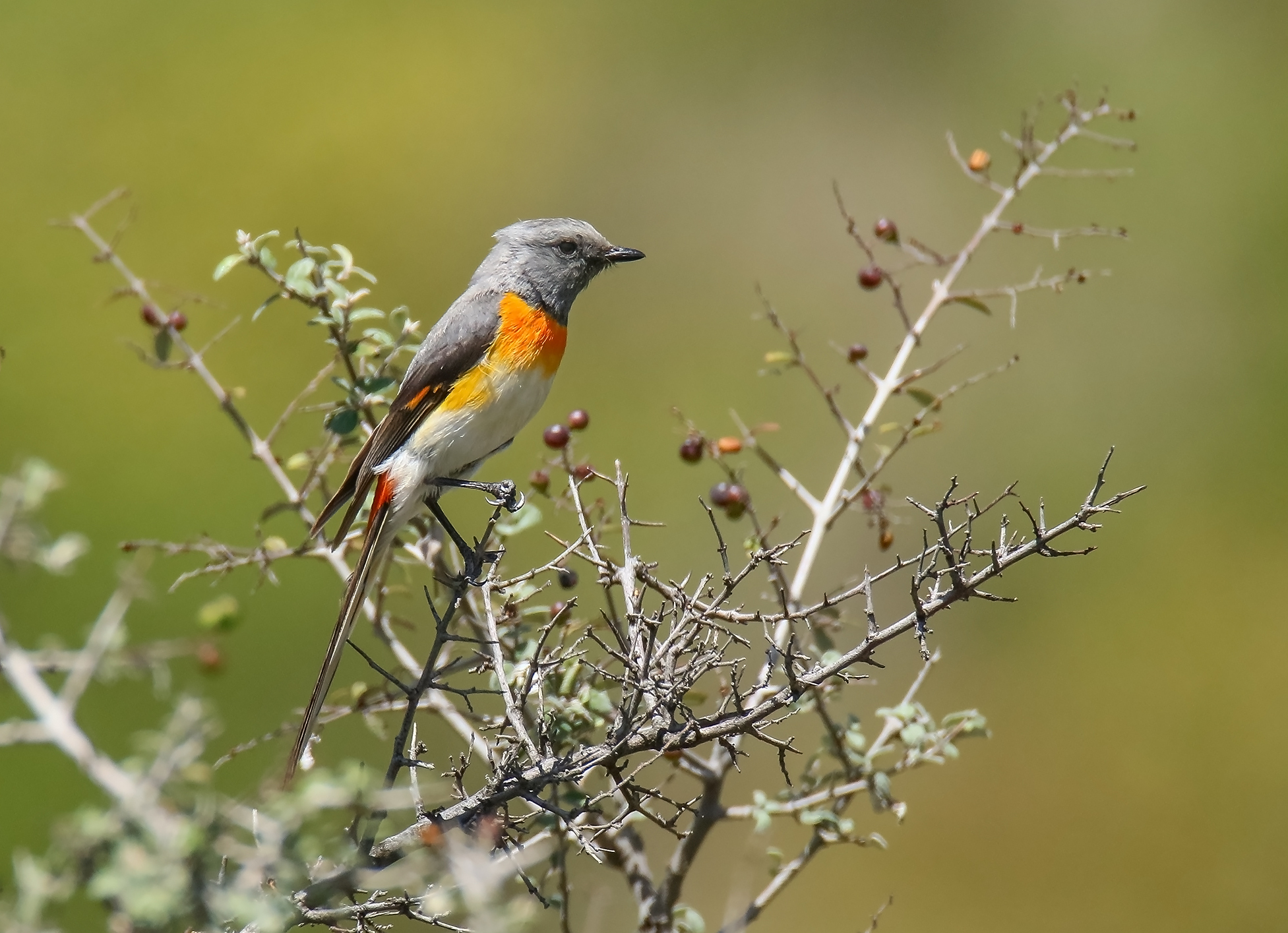
la sous-espèce P. c. pallidus

Cet oiseau mesure environ 16 cm.

## Répartition et sous-espèces
Selon la classification de référence du Congrès ornithologique international (15.1, 2025) il se répartit en huit sous-espèces (ordre phylogénique) :
- P. c. pallidus Baker, 1920 — vallée de l'Indus ;
- P. c. peregrinus (Linné, 1766) — nord de l'Inde et ouest de l'Himalaya ;
- P. c. malabaricus (Gmelin, 1789) — Ghats occidentaux ;
- P. c. cinnamomeus (Linné, 1766) — sud de l'Inde et Sri Lanka ;
- P. c. vividus Baker, 1920 — est de l'Himalaya et Indochine, îles Andaman ;
- P. c. thai Deignan, 1947 — Birmanie, Thaïlande et Laos ;
- P. c. sacerdos Riley, 1940 — Cambodge et sud du Viêt Nam ;
- P. c. saturatus Baker, 1920 — Java et Bali.